# Neoarisemus propensus
Neoarisemus propensus är en tvåvingeart som först beskrevs av Jung 1956.  Neoarisemus propensus ingår i släktet Neoarisemus och familjen fjärilsmyggor.
Artens utbredningsområde är Uganda. Inga underarter finns listade i Catalogue of Life.